# Cộng hòa Xã hội chủ nghĩa Xô viết tự trị Kalmyk
Cộng hòa Xã hội chủ nghĩa Xô viết tự trị Kalmyk (tiếng Nga: Калмыцкая Автономная Советская Социалистическая республика, tiếng Kalmyk: Хальмг Автономн Советск Социалистическ Республик) là một nước Cộng hòa tự trị của Liên bang Xô viết. Cộng hòa Xã hội chủ nghĩa Xô viết tự trị Kalmyk thành lập lần đầu ngày 22 tháng 10 năm 1935, bãi bỏ năm 1943 và tái lập năm 1958.

## Thông tin khác
Tiểu hành tinh 2287 Kalmykia được phát hiện năm 1977 bởi nhà thiên văn học Liên Xô Nikolai Stepanovich Chernykh được đặt tên theo Cộng hòa Xã hội chủ nghĩa Xô viết tự trị Kalmyk.